# 1/500スケール

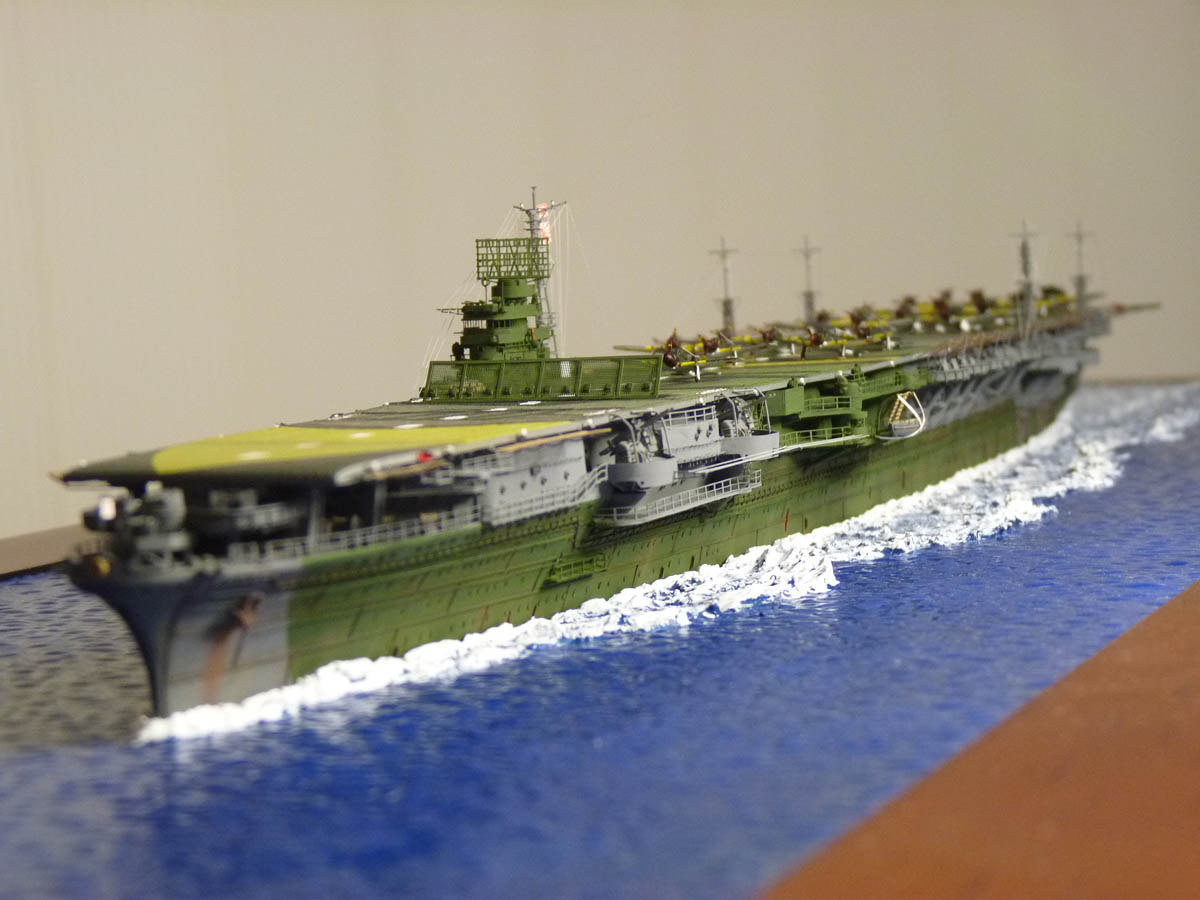
ニチモ製1/500スケール翔鶴

1/500スケールは、スケールモデルに使用される縮尺で、主に艦船のプラモデルと、ダイキャスト製の航空機モデルで用いられている。

## 概要
1/500スケールの艦船模型は、古くはアメリカ海軍が第二次世界大戦中に、識別用の模型の一部として使用していた。1960年代から70年代にかけては、幾つかのメーカーから1/500スケールの艦船のプラモデルが発売されたが、1/700スケールが艦船モデルの主流になるに連れて新規開発は低調になった。2009年にフジミが新規開発した戦艦大和で参入してからは、現在主流の1/700と1/350の中間のサイズとして、再び注目を集めている。
艦船以外では、ドイツのヘルパを始めとするヨーロッパのメーカーから、ダイキャスト製の旅客機の模型が多数発売されている。また城郭のような建造物のプラモデルも作られている。

## 艦船プラモデル
1/700スケールが一般化する1970年代以前は、艦船のプラモデルには標準的なスケールはなく、各社が独自の縮尺でシリーズ展開を行っており、イギリスのフロッグ、アメリカのレンウォール、日本のニチモなどが1/500スケールを採用していた。
1960年代、レンウォールは1960年代当時のものを中心としたアメリカ海軍の軍艦を1/500スケールで14点ほど製品化し、フロッグは、第二次世界大戦時のイギリス軍艦を6点製品化していた。両メーカーとも1970年代の後半に活動を停止し、レンウォールの金型はレベルに譲渡されたものの再生産はあまり行われず入手は困難になっていたが、2010年代に入って数点がレンウォールブランドで限定再発売された。一方フロッグの金型はノボに引き継がれ、ノボの解散後も航空機のキットと同様旧ソビエト、東欧圏の複数のメーカーで生産が続けられ、一部の製品は2000年代まで生産が行われた。
ニチモは、1960年代から70年代にかけて、第二次世界大戦時の日本の軍艦を中心に、1/500スケールキットを20点製品化している。日本艦以外では、ドイツのポケット戦艦グラーフ・シュペーと原子力空母エンタープライズが、1970年代に発売されている。1978年に発売された空母赤城が最後の製品となった。
モノグラムが1977年に発売したミサイル巡洋艦シカゴとコロンバスは、船体の長さを16インチとした箱スケールの製品であるが、1/500に近いため再発売の際に1/500と表示されることもある。同様に箱スケールを基本としていたレベルの製品にも1/500に近い縮尺のものが何点かある。また、前述のようにレベルはレンウォール製の1/500スケールキットの再発売も行った。中国のトランペッターは、1990年代末に1/500スケールでニミッツ級空母を製品化している。
フジミは1992年にウォーターラインシリーズから抜けた後も独自のシーウェイモデルシリーズを立ち上げて1/700スケールの艦船モデルの開発を続行し、2007年には1/350スケールの艦船モデルの開発もスタートしていたが、2009年11月に新たに1/500艦船モデルシリーズの第1作目として戦艦大和（終焉型）を発売した。第2作目としては戦艦長門を発売、その後51cm連装砲塔装備の超大和型戦艦を含む大和のバリエーションが発売された。2015年現在、大和、長門以外の艦船は商品化されていない。

## 艦船以外のプラモデル
艦船モデル以外の、1/500スケールの模型としては、城郭等の建築物の模型がある。かつては東宝模型から東京タワーや霞が関ビルなどのプラモデルが1/500スケールで発売されたことがあり、2011年現在でも、童友社より姫路城、高知城、松江城などが発売されている。航空機のプラモデルでも、かつてはジャンボジェットなどが発売されたことがあった。宇宙戦艦ヤマトなど、1/500と設定されたキャラクターモデルも何点か発売されており、2011年の10月にはファインモールドから『宇宙戦艦ヤマト』に登場した沖田艦と古代艦（ゆきかぜ）の基となった松本零士のオリジナルデザインを発展させた、艦隊旗艦とミサイル護衛艦の1/500スケールキットが発売された。

## ダイキャストモデル
ドイツの模型メーカーヘルパは、ダイキャスト製航空機完成模型のヘルパウイングシリーズを1980年代後半から展開している。シリーズは1/87から1/1000までの各種のスケールで展開されているが、1/500シリーズはその中心で、製品数は2011年現在で1000点を超えている。また建物や車両などの空港ジオラマ作成用のアクセサリーも発売されている。インフライトやホーガンなど他のメーカーからも1/500スケールのダイキャスト製旅客機が発売されている。ドイツのプライザーからは、旅客機と組み合わせることが可能な、高さ4mmにも満たないインジェクション成形のフィギュアが発売されている。